# BlueBob
BlueBob è un album scritto ed eseguito da David Lynch e John Neff. Due pezzi contenuti nell'album, Mountains Falling e Go Get Some, sono stati utilizzati come colonna sonora del film di Lynch Mulholland Drive.
Per la canzone Thank You, Judge è stato girato un videoclip da David Lynch in cui sono presenti Naomi Watts, Eli Roth, Lynch e Neff.

## Tracce
1. 9-1-1
2. Rollin' Down (To My House)
3. Thank You, Judge
4. I Cannot Do That
5. Factory Interlude
6. Blue Horse
7. Bad Night
8. Mountains Falling
9. Go Get Some
10. Pink Western Range
11. Marilyn Monroe
12. City of Dreams